# Procuratore generale della California
Il Procuratore generale della California è il Procuratore generale di Stato del Governo della California. Suo compito è assicurare che "le leggi dello stato siano applicate in modo uniforme e adeguato" (Costituzione della California, Articolo V, Sezione 13.) Il Procuratore generale svolge le responsabilità dell'ufficio attraverso il Dipartimento di Giustizia della California. Il Dipartimento impiega oltre 1.100 avvocati (il che significa che l'AG controlla l'equivalente governativo di uno studio legale molto più grande della maggior parte degli studi legali statunitensi) e 3.700 impiegati non legali.
Il Procuratore generale della California è eletto per un mandato di quattro anni, per un massimo di due mandati consecutivi.

## Elenco dei procuratori generali della California
| N. | Foto | Procuratore                     | Partito      | Carica           | Carica          |
| N. | Foto | Procuratore                     | Partito      | Inizio           | Termine         |
| -- | ---- | ------------------------------- | ------------ | ---------------- | --------------- |
| 1  |      | Edward J. C. Kewen (1825-1879)  | Democratico  | 22 dicembre 1849 | Agosto 1850     |
| 2  |      | James A. McDougall (1817-1867)  | Democratico  | 8 ottobre 1850   | Dicembre 1851   |
| 3  |      | S. Clinton Hastings (1814-1893) | Democratico  | 5 gennaio 1852   | 2 gennaio 1854  |
| 4  |      | John R. McConnell (1826-1879)   | Democratico  | 2 gennaio 1854   | Gennaio 1856    |
| 5  |      | William M. Stewart (1827-1909)  | Democratico  | 7 giugno 1854    | 1854            |
| 6  |      | William T. Wallace (1828-1909)  | Know Nothing | 7 gennaio 1856   | 4 gennaio 1858  |
| 7  |      | Thomas H. Williams (1828-1886)  | Democratico  | 4 gennaio 1858   | 6 gennaio 1862  |
| 8  |      | Frank M. Pixley (1825-1895)     | Repubblicano | 6 gennaio 1862   | 7 dicembre 1863 |
| 9  |      | John C. McCullough (1858-1920)  | Unionista    | 7 dicembre 1863  | 2 dicembre 1867 |
| 10 |      | Jo Hamiltony (1827-1904)        | Democratico  | 2 dicembre 1867  | 4 dicembre 1871 |